# نينا مراديان
نينا مراديان (بالألمانية: Nina Sawatzki)‏(أرمينية: Նինա Մուրադյան، من مواليد 17 أغسطس 1954 في يريفان، أرمينيا) هي لاعبة كرة طائرة سابقة في الاتحاد السوفياتي الأرمني.

## وصلات خارجية
- نينا مراديان على موقع اللجنة الأولمبية الدولية (الإنجليزية)
- نينا مراديان على موقع أوليمبيديا (الإنجليزية)

- Sports-Reference.com